# Scott Leary
Scott Leary (n. 29 decembrie 1881, Shasta⁠(d), Shasta County⁠(d), California, SUA – d. 1 iulie 1958, California, SUA) a fost un înotător american, medaliat olimpic. A participat la o ediție a Jocurilor Olimpice (1904) în care a câștigat două medalii de argint și o medalie de bronz.